# اچ‌ام‌اس برونینگتون (ام۱۱۱۵)
اچ‌ام‌اس برونینگتون (ام۱۱۱۵) (به انگلیسی: HMS Bronington (M1115)) یک کشتی بود که طول آن 153 ft بود. این کشتی در سال ۱۹۵۳ ساخته شد.